# جسم الجناح المخلوط

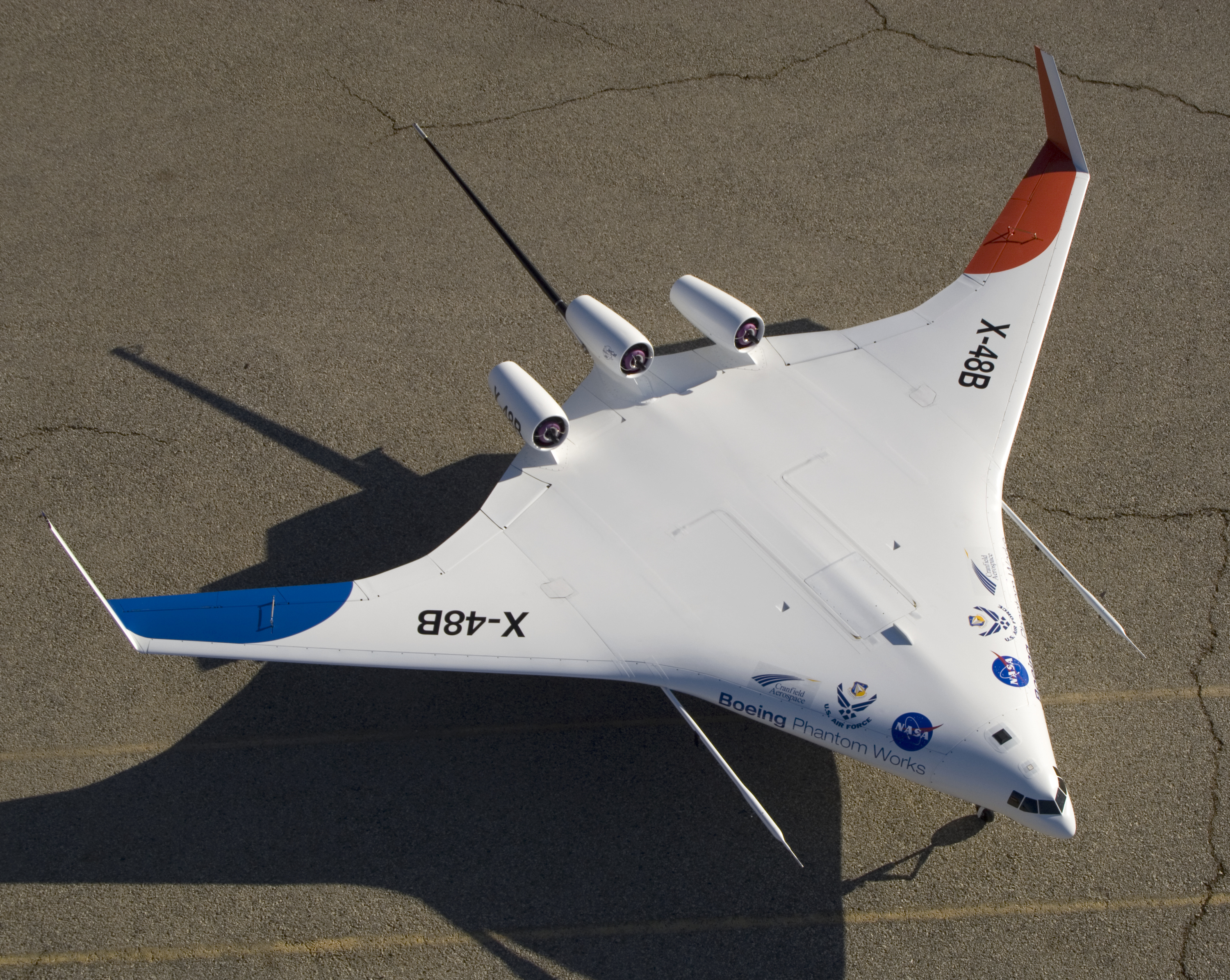
النموذج الأولي X48B BWB كما هو موضح أعلاه

جسم الجناح المخلوط (blended wing body) اختصاراً (BWB)، والمعروف أيضًا باسم الجسم الممزوج (blended body) أو جسم لجناح الهجين (hybrid wing body) اختصاراً (HWB)، هو طائرة ذات جناح ثابت ليس لها خط فاصل واضح بين الأجنحة والجسم الرئيسي للمركبة. تتميز الطائرة بهيكل جناح وجسم متميزين، يتم دمجهما بسلاسة مع عدم وجود خط فاصل واضح. يتناقض هذا مع الجناح الطائر، الذي ليس له جسم مميز، وجسم الرفع، الذي ليس له أجنحة مميزة. قد يكون تصميم جسم الجناح المخلوط عديم الذيل وقد لا يكون.
الميزة الرئيسية لـ جسم الجناح المخلوط هي تقليل المساحة المبللة والسحب المصاحب المصاحب للوصلة التقليدية بين الجناح والجسم. يمكن أيضًا تزويدها بجسم عريض على شكل انسيابي، مما يسمح للمركبة بأكملها بتوليد قوة رفع وبالتالي تقليل حجم وسحب الأجنحة.
يتم استخدام تكوين جسم الجناح المخلوط لكل من الطائرات وزلاجات تحت الماء.

## تاريخ

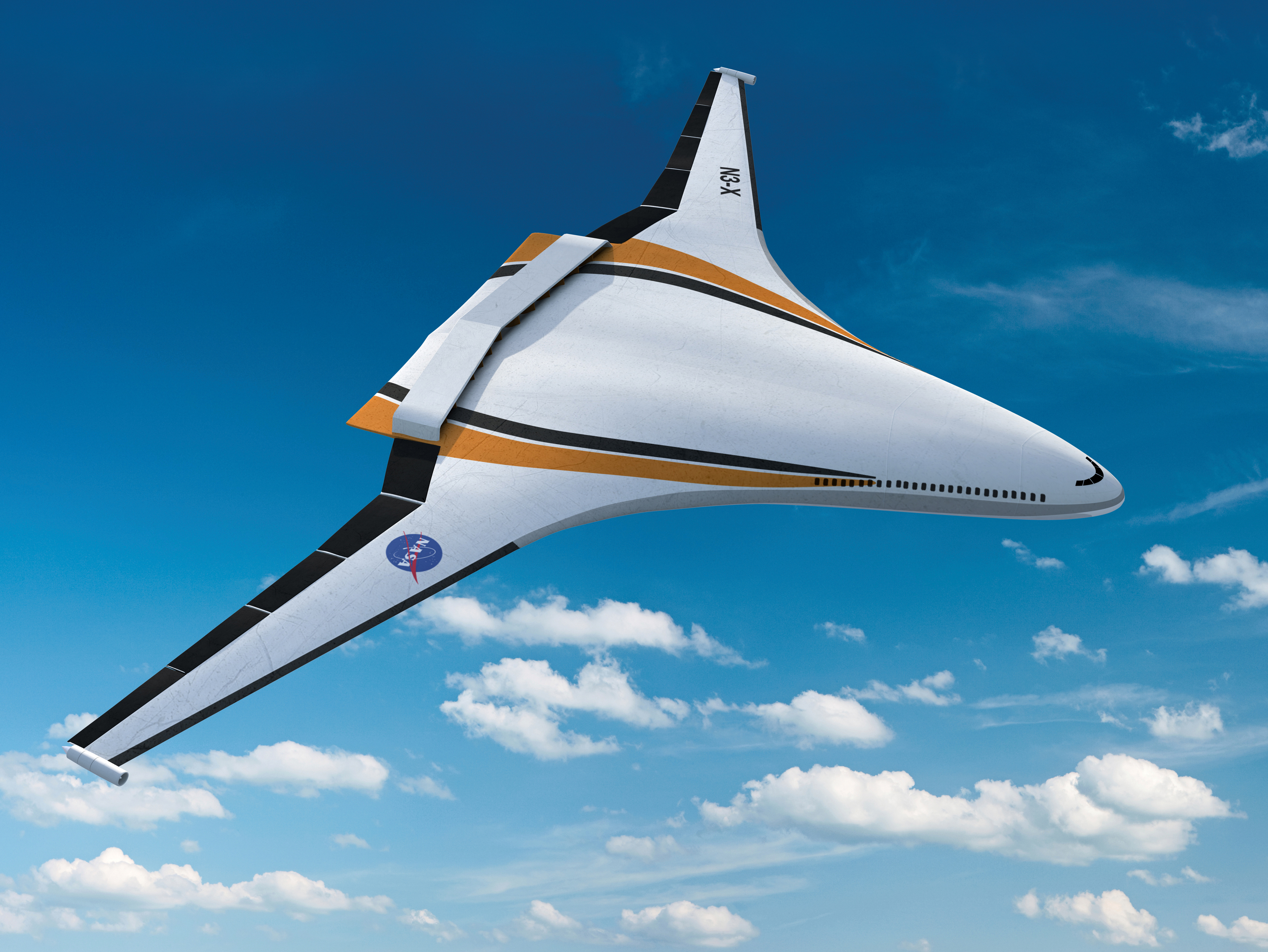
مفهوم N3-X ناسا

في أوائل العشرينات من القرن الماضي، طور نيكولاس ووييفودسكي نظرية جسم الجناح المخلوط، وبعد اختبارات نفق الرياح، تم بناء ويستلاند Dreadnought. توقفت في أول رحلة لها في عام 1924، مما أدى إلى إصابة الطيار بجروح خطيرة، وتم إلغاء المشروع. تم اقتراح الفكرة مرة أخرى في أوائل الأربعينيات من القرن الماضي لمشروع مايلز M.26 للطائرات وتم بناء النموذج الأولي البحثي مايلز (M.30 "X Minor") للتحقيق في ذلك. طار النموذج الأولي المعترض من طراز ماكدونيل إكس بي-67 أيضًا في عام 1944 لكنه لم يلب التوقعات.
عادت ناسا إلى هذا المفهوم في التسعينيات مع 17 قدم (5.2 م) مستقرًا بشكل مصطنع (5.2 نموذج (مقياس 6٪) يسمى (BWB-17)، تم بناؤه من قبل جامعة ستانفورد، والذي تم إطلاقه في عام 1997 وأظهر صفات المناولة الجيدة.:16منذ عام 2000، واصلت ناسا تطوير نموذج بحث يتم التحكم فيه عن بُعد 21 قدم (6.4 م) جناحيها.
قامت ناسا أيضًا باستكشاف تصاميم جسم الجناح المخلوط بشكل مشترك لمركبة بوينغ إكس-48 بدون طيار. أشارت الدراسات إلى أن طائرة ركاب جسم الجناح المخلوط تحمل من 450 إلى 800 راكب يمكن أن تحقق وفورات في الوقود تزيد عن 20 بالمائة.:21
تدرس شركة إيرباص تصميم جسم الجناح المخلوط كبديل محتمل لعائلة إيرباص إيه 320 نيو. طار نموذج صغير الحجم لأول مرة في يونيو 2019 كجزء من برنامج «مافريك» (MAVERIC) (طائرة نموذجية للتحقق من الضوابط الابتكارية القوية واختبارها)، والذي تأمل شركة إيرباص أن يساعدها في تقليل انبعاثات ثاني أكسيد الكربون بنسبة تصل إلى 50٪ مقارنة بمستويات عام 2005.
يستخدم مفهوم N3-X ناسا عددًا من المحركات الكهربائية فائقة التوصيل لدفع المراوح الموزعة لتقليل احتراق الوقود والانبعاثات والضوضاء. يتم توليد الطاقة اللازمة لتشغيل هذه المراوح الكهربائية من خلال مولدين كهربائيين فائق التوصيل مثبتين على طرف الجناح يعملان بالتوربينات الغازية. هذه الفكرة لطائرة مستقبلية محتملة تسمى «جسم الجناح الهجين» أو أحيانًا جسم الجناح المخلوط. في هذا التصميم، يمتزج الجناح بسلاسة مع جسم الطائرة، مما يجعله ديناميكيًا هوائيًا للغاية، وهو يبشر بتخفيضات كبيرة في استهلاك الوقود والضوضاء والانبعاثات. تقوم ناسا بتطوير مفاهيم مثل هذه لاختبارها في محاكاة الكمبيوتر وكنماذج في أنفاق الرياح لإثبات ما إذا كانت الفوائد المحتملة ستحدث بالفعل. 

## صفات
تشكل المساحات الداخلية الواسعة التي تم إنشاؤها بواسطة المزج تحديات هيكلية جديدة. كانت ناسا تدرس الجلد المركب من ألياف الكربون المكسو بالفوم المكسو بالنسيج المكسو بالخرز لخلق مساحة غير متقطعة في المقصورة.
يقلل شكل جسم الجناح المخلوط من إجمالي المساحة المبللة - مساحة سطح جلد الطائرة، وبالتالي تقليل سحب الجلد إلى الحد الأدنى. كما أنه يخلق سماكة لمنطقة جذر الجناح، مما يسمح ببنية أكثر كفاءة ووزنًا أقل مقارنة بالمركبة التقليدية. تخطط ناسا أيضًا لدمج محركات نفاثة ذات نسبة تجاوز عالية جدًا (UHB) مع جسم الجناح الهجين.
يحمل جسم الطائرة الأنبوبي التقليدي 12-13٪ من إجمالي الرفع مقارنة بنسبة 31-43٪ التي يحملها الجسم المركزي في (BWB)، حيث يمكن أن تحمل تركيبة جسم الرفع المتوسطة الأكثر ملاءمة للطائرات ذات الحجم الضيق 25-32٪ مقابل 6.1– 8.2٪ زيادة في كفاءة الوقود.

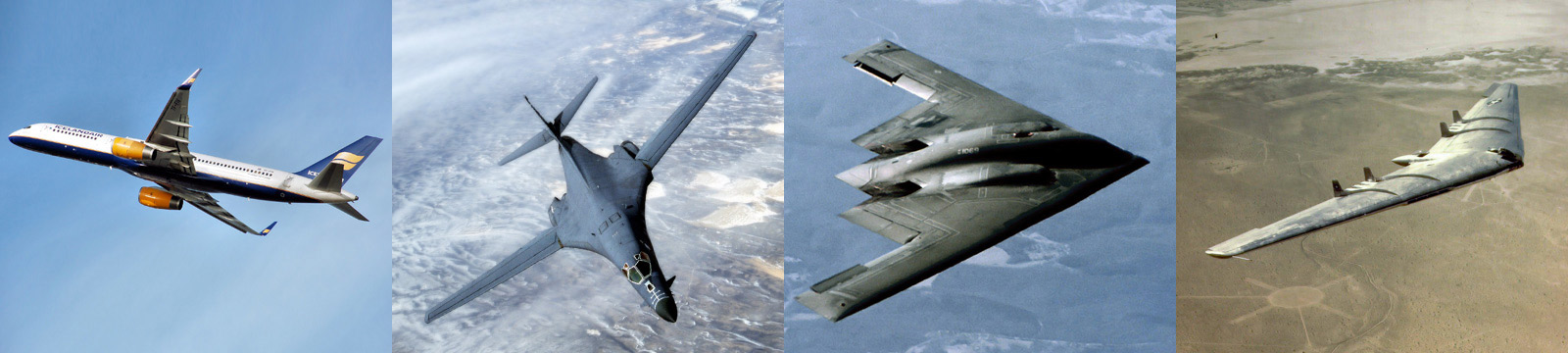
طيف مفاهيم تصميم الطائرات. من اليسار إلى اليمين: طائرة ركاب تقليدية (بوينغ 757)، وجسم جناح مخلوط (B-1 لانسر)، وجناح طائر مع هدية منتفخة (بي 2 سبيرت)، وجناح طائر نظيف تقريبًا (نورثروب واي بي-49).

### المزايا المحتملة
- مزايا الحمولة الهامة في النقل الجوي الاستراتيجي، والشحن الجوي،[9] والتزود بالوقود الجوي
- زيادة كفاءة الوقود - 10.9٪ أفضل من الطائرات العريضة التقليدية،[8] إلى أكثر من 20٪ من الطائرات التقليدية المماثلة.[10]
- ضوضاء أقل - تُظهر عمليات المحاكاة الصوتية لوكالة ناسا انخفاضًا بمقدار 15 ديسيبل لطائرة من فئة بوينغ 777،[11] بينما تُظهر دراسات أخرى 22-42 خفض ديسيبل دون مستوى المرحلة 4، حسب التكوين.[1]

### العيوب المحتملة
- قد يكون إخلاء جسم الجناح المخلوط في حالة الطوارئ تحديًا. نظرًا لشكل الطائرة، سيكون تصميم المقاعد على طراز المسرح بدلاً من الأنبوب. هذا يفرض قيودًا متأصلة على عدد أبواب الخروج.[12][13]
- لقد تم اقتراح أن التصميمات الداخلية (BWB) ستكون بلا نوافذ،[14] تظهر المعلومات الأحدث أن النوافذ قد يتم وضعها بشكل مختلف ولكنها تنطوي على نفس عقوبات الوزن مثل الطائرات التقليدية.[15]
- لقد تم اقتراح أن الركاب على أطراف المقصورة قد يشعرون بعدم الارتياح أثناء تدحرج الجناح[14] ومع ذلك، فإن الركاب في الطائرات التقليدية الكبيرة مثل 777 معرضون بشكل متساوٍ للانحراف الهولندي.[15]
- يجب أن يكون صندوق الجناح المركزي طويلًا لاستخدامه كمقصورة ركاب، مما يتطلب مساحة جناح أكبر لتحقيق التوازن.[16]
- يحتوي جسم الجناح المخلوط على وزن فارغ أكبر لحمولة معينة، وقد لا يكون اقتصاديًا للبعثات القصيرة التي تبلغ حوالي أربع ساعات أو أقل.[16]
- قد يكون امتداد الجناح الأكبر غير متوافق مع بعض البنية التحتية للمطار، مما يتطلب أجنحة قابلة للطي مماثلة لطائرة بوينغ 777 أكس.
- يعد تعديل التصميم أكثر تكلفة لإنشاء متغيرات مختلفة الحجم مقارنة بجسم الطائرة التقليدي والجناح الذي يمكن تمديده أو تقليصه بسهولة.[16]

## قائمة الطائرات ذات جسم الجناح المخلوط

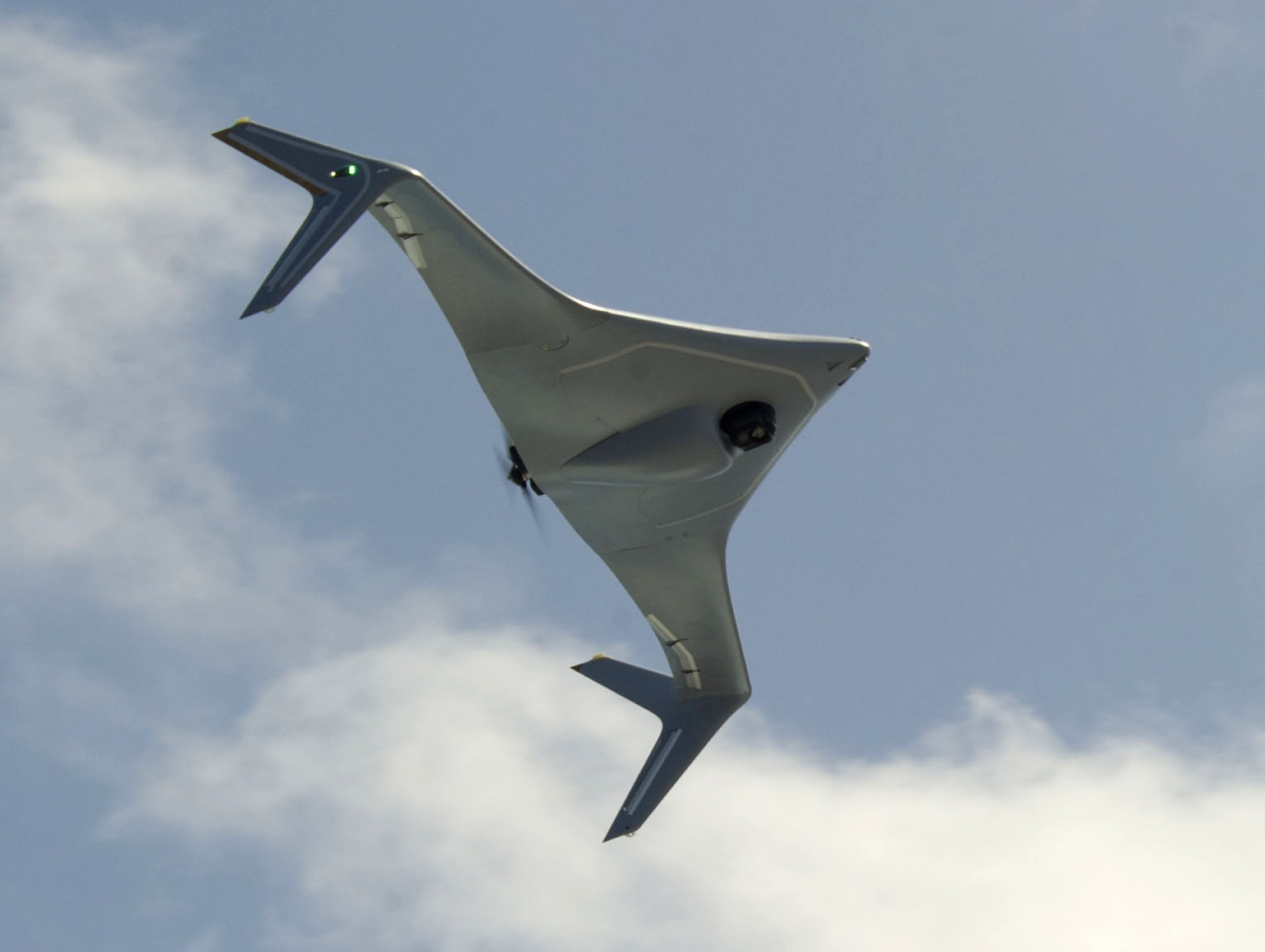
طائرة نورثروب BAT بدون طيار في رحلة من الأسفل

| نوع                            | الدولة           | فئة          | الدور    | التاريخ | الحالة      | عدد | ملاحظات                                             |
| ------------------------------ | ---------------- | ------------ | -------- | ------- | ----------- | --- | --------------------------------------------------- |
| Airbus Maveric                 | الاتحاد الأوروبي | UAV          | تجريبي   | 2019    | نموذج مبدئي | 1   | [ 17 ] [ 18 ]                                       |
| بوينغ إكس - 45                 | الولايات المتحدة | UAV          | تجريبي   | 2002    | نموذج مبدئي | 2   |                                                     |
| بوينغ إكس-48 (C)               | الولايات المتحدة | UAV          | تجريبي   | 2013    | نموذج مبدئي | 2   | محركان                                              |
| بوينغ إكس-48 (B)               | الولايات المتحدة | UAV          | تجريبي   | 2007    | نموذج مبدئي | 2   | ثلاثة محركات                                        |
| لوكهيد إيه-12، M-21 وواي أف-12 | الولايات المتحدة | نفاثة        | استطلاع  | 1962    | إنتاج       | 18  | YF-12 was a prototype interceptor                   |
| لوكهيد إس آر-71 بلاك بيرد      | الولايات المتحدة | نفاثة        | استطلاع  | 1964    | إنتاج       | 32  |                                                     |
| Northrop Grumman Bat           | الولايات المتحدة | مروحة/كهرباء | استطلاع  | 2006    | إنتاج       | 10  |                                                     |
| McDonnell XP-67                | الولايات المتحدة | مروحة        | مقاتلة   | 1944    | نموذج مبدئي | 1   | Aerofoil profile maintained throughout.             |
| Miles M.30                     | المملكة المتحدة  | مروحة        | تجريبي   | 1942    | نموذج مبدئي | 1   |                                                     |
| بي-1 لانسر                     | الولايات المتحدة | نفاثة        | قاذفة    | 1974    | إنتاج       | 104 | جناح متعدد الأوضاع                                  |
| توبوليف تي يو-160              | الاتحاد السوفيتي | نفاثة        | قاذفة    | 1981    | إنتاج       | 36  | جناح متعدد الأوضاع                                  |
| توبوليف تو-444                 | روسيا            | مروحة        | Airliner | 1991    | مشروع       | 0   | أحد بديلين تمت دراسته                               |
| Westland Dreadnought           | المملكة المتحدة  | مروحة        | نقل      | 1924    | نموذج مبدئي | 1   | طائرة بريد. Aerofoil profile maintained throughout. |

## في الثقافة الشعبية

### مفهوم الفن في العلوم الشعبية
ظهرت صورة مفاهيمية لطائرة تجارية ذات جسم مجنح ممزوج في عدد نوفمبر 2003 من مجلة بوبيولار ساينس. قام الفنانون نيل بلومكامب وسيمون فان دي لاجيمات من (The Embassy Visual Effects) بإنشاء الصورة للمجلة باستخدام برنامج رسومات الكمبيوتر لتصوير مستقبل الطيران والسفر الجوي. في عام 2006، تم استخدام الصورة في خدعة عبر البريد الإلكتروني تزعم أن شركة بوينغ قد طورت طائرة نفاثة تتسع لـ 1000 راكب («بوينغ 797») مع «تصميم جذري للجناح المخلوط» ودحضت شركة بوينغ هذا الادعاء.